# Secretaría de Turismo
La Secretaría de Turismo (Sectur) de Mèxic és la Secretaria d'Estat a la que segons la Ley Orgánica de la Administración Pública Federal Arxivat 2009-03-01 a Wayback Machine. en el seu  Article 42 li correspon el despatx de les funcions relacionades amb el desenvolupament de la indústria turística. El 8 de setembre de 2009, Felipe Calderón Hinojosa va anunciar la seva desaparició com una mesura d'austeritat en el marc de la crisi que afecta a Mèxic de 2008 a 2009. Les activitates de la desapareguda SECTUR passarien a mans de la Secretaría de Economía. Aquesta desaparició va ser rebutjada pel Senat de Mèxic.

## Funcions
La Secretaria de Turisme té les següents funcions (com):
- Orientació i informació turística, Centre Integral d'Atenció al Turista, CIAT.
- Assistència mecànica en les principals carreteres del país, de ràdio comunicació d'emergència, auxili en cas d'accidents i auxili a la població en general en casos de desastre.
- En el marc del Programa Paisà es brinda assistència i orientació a connacionals.
- Centre de Documentació CEDOC, consulta del patrimoni bibliogràfic especialitzat en turisme.
- Formular i conduir la política de desenvolupament de l'activitat turística nacional.
- Promoure, en coordinació amb les entitats federatives, les zones de desenvolupament turístic nacional i formular en forma conjunta amb la Secretaria de Medi ambient i Recursos Naturals la declaratòria respectiva.
- Registrar als prestadors de serveis turístics, en els termes assenyalats per les lleis.
- Autoritzar els preus i tarifes dels serveis turístics, prèviament registrats, en els termes que estableixin les lleis i reglaments; i participar amb la Secretaria d'Hisenda i Crèdit Públic en l'establiment dels preus i tarifes dels béns i serveis turístics a càrrec de l'administració pública federal.
- Regular, orientar i estimular les mesures de protecció al turisme, i vigilar el seu compliment, en coordinació amb les dependències i entitats de l'administració pública federal i amb les autoritats estatals i municipals.
- Fixar, i si escau, modificar les categories dels prestadors de serveis turístics per branques.

## Organigrama

### Òrgans Administratius, Descentralitzats i Entitats
Per dur a terme aquestes funcions la Secretaria de Turisme compta amb les següents unitats:
- Subsecretaría de Operación Turística
- Subsecretaría de Planeación Turística
- Subsecretaría de Innovación y Calidad
- Borega
- Centro de Estudios Superiores de Turismo
- Corporación Ángeles Verdes
- Consejo de Promoción Turística de México
- Fondo Nacional de Fomento al Turismo
- FONATUR Mantenimiento

## Llista de Secretaris de Turisme de México

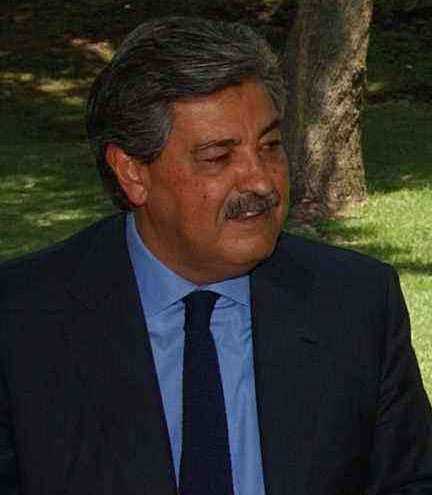
Rodolfo Elizondo Torres, 2004-2010

| Secretari                    | Partit | Període                                         | President                     |
| ---------------------------- | ------ | ----------------------------------------------- | ----------------------------- |
| Julio Hirschfield Almada     | PRI    | 1975 - 30 de novembre de 1976                   | Luis Echeverría Álvarez       |
| Guillermo Rossell de la Lama | PRI    | 1 de desembre de 1976 - 13 d'agost de 1980      | José López Portillo           |
| Rosa Luz Alegría             | PRI    | 13 d'agost de 1980 - 30 de novembre de 1982     | José López Portillo           |
| Antonio Enríquez Savignac    | PRI    | 1 de desembre de 1982 - 30 de novembre de 1988  | Miguel de la Madrid Hurtado   |
| Carlos Hank González         | PRI    | 1 de desembre de 1988 - 4 de gener de 1990      | Carlos Salinas de Gortari     |
| Pedro Joaquín Coldwell       | PRI    | 5 de gener de 1990 - 14 de desembre de 1993     | Carlos Salinas de Gortari     |
| Jesús Silva Herzog Flores    | PRI    | 14 de desembre de 1993 - 30 de novembre de 1994 | Carlos Salinas de Gortari     |
| Silvia Hernández             | PRI    | 1 de desembre de 1994 - 5 de desembre de 1997   | Ernesto Zedillo Ponce de León |
| Óscar Espinosa Villarreal    | PRI    | 5 de desembre de 1997 - 30 de novembre de 2000  | Ernesto Zedillo Ponce de León |
| Leticia Navarro              | PAN    | 1 de desembre de 2000 - 29 de juliol de 2003    | Vicente Fox Quesada           |
| Rodolfo Elizondo Torres      | PAN    | 29 de juliol de 2003 - 30 de novembre de 2006   | Vicente Fox Quesada           |
| Rodolfo Elizondo Torres      | PAN    | 1 de desembre de 2006 - 10 de març de 2010      | Felipe Calderón Hinojosa      |
| Gloria Guevara Manzo         | PAN    | 10 de març de 2010 - 30 de novembre de 2012     | Felipe Calderón Hinojosa      |
| Claudia Ruiz Massieu Salinas | PRI    | 1 de desembre de 2012 -                         | Enrique Peña Nieto            |